# Аліхаджієв Руслан Шамілевич
Руслан Шамілевич Аліхаджієв (рос. Руслан Шамилевич Алихаджиев; 1961 — зник безвісти 17 травня 2000) — чеченський державний, політичний і військовий діяч, 4-й голова Парламенту Чеченської Республіки Ічкерія в 1997—2000 роках. Бригадний генерал Збройних сил ЧРІ . 
З грудня 1994 — командир Шалінського полку, з лютого 1995 — командувач Південного фронту, потім — Агіштинського фронту ЗС ЧРІ . Був представником Президента ЧРІ Джохара Дудаєва у штабах Східного і Ножай-Юртовського напрямів, і командувачем Шалінським напрямком ЗС ЧРІ. З серпня 1996 року керував обороною Авторханівського напрямку ЗС ЧРІ .
Він був примусово зниклим російськими військами у 2000 році, на початку Другої російсько-чеченської війни, і, імовірно, був убитий.

## Біографія
Аліхаджієв народився в 1961 році в Шалі. Брав участь у Першій російсько-чеченській війні як польовий командир. 
У лютому 1997 року обраний депутатом Парламенту ЧРІ від Шалі. 17 березня 1997 року на першому засіданні Парламенту 2-го скликання обрано Головою Парламенту ЧРІ (отримав голоси 39 із 43 депутатів). У зв'язку з виданням Президентом ЧРІ Асланом Масхадовим указу № 39 від 3 лютого 1999 «Про введення повного шаріатського правління на території Чеченської Республіки Ічкерія» Парламент був позбавлений законодавчих функцій.
Під час Другої російсько-чеченської війни не брав активної участі у бойових діях і натомість домагався припинення війни шляхом переговорів від імені президента Чечні Аслана Масхадова. 

## Примусове зникнення
17 травня 2000 року Аліхаджієв був затриманий великою групою російських військових у формі, які прибули на бронетехніці та вертольотах до його будинку в Шалі. Аліхаджієв, який разом із чотирма неповнолітніми дітьми доглядав за хворою матір'ю, опору не чинив; на нього одягли наручники, зав’язали очі та відвезли на броньованій машині до місця неподалік, де його бачили востаннє. Разом з ним в інших місцях Шалі цієї ночі затримали ще п'ятьох чоловіків, але наступного дня всіх відпустили. 25 травня генерал-полковник Валерій Манілов під час прес-конференції підтвердив факт арешту, а 1 серпня державне інформаційне агентство РІА Новости повідомило, що «Руслан Аліхаджієв, один із найближчих соратників Масхадова, був захоплений у ході спецоперації ФСБ». 
У вересні 2000 року чеченпрес- служба Масхадова стверджувала, що Аліхаджієва закатували до смерті в московській Лефортовській в'язниці; AFP з посиланням на джерела, близькі до керівництва Чечні, повідомило, що Аліхаджієв помер від серцевого нападу в Лефортово. Однак ФСБ, яка керує «Лефортово», заперечує факт утримання Аліхаджієва. 
21 вересня 2000 р. перший заступник генпрокурора РФ Юрій Бірюков, відповідаючи на питання в Держдумі РФ про місцеперебування Аліхаджієва, заявив, що він був убитий у серпні «тою ж групою невідомих озброєних осіб», яка його викрала.  Прокуратура Шалінського району заявила, що порушила справу за фактом викрадення людини, але «вжиті заходи щодо встановлення осіб, причетних до цього злочину, не дали результату», і 12 грудня 2000 року розслідування було призупинено . Справа про зникнення та передбачувану смерть Аліхаджієва була використана Сергієм Ковальовим у захисті Ахмеда Закаєва, представника Масхадова в Європі, перед британським екстрадиційним судом у 2003 році;  Незабаром Закаєв отримав політичний притулок у Великобританії.
У липні 2007 року у справі «Аліхаджієва проти Росії» Європейський суд з прав людини визнав російську владу відповідальною за «зникнення» та ймовірне вбивство Аліхаджієва та зобов’язав уряд виплатити його матері 40 000 євро (54 500 доларів США) як компенсацію , а також близько 5 000 євро ($5,382) для понесених витрат. 

## Зовнішні посилання
- Росію можуть звинуватити у викраденні спікера парламенту Ічкерії [Архівовано 2011-06-06 у Wayback Machine.]  , Коммерсант, 21 грудня 2005
- Росію визнали винною у вбивстві, Коммерсант, 6 липня 2007 р
- Росія «замовила вбивство поміркованого чеченця», The Daily Telegraph, 7 липня 2007 р.